# Château de Quincivet
Le château de Quincivet est situé à Saint-Vérand, commune du département de l'Isère, dans la région Auvergne-Rhône-Alpes.
Cet édifice, a été édifié à la fin du Moyen Âge, probablement au XVe siècle. Le château fait l’objet d’une inscription partielle au titre des monuments historiques, depuis 1980.

## Situation et accès

### Situation
Le château est situé sur le territoire de la commune de Saint-Vérand, le long de la route de Quincivet, non loin de la route de Varacieux entre Saint-Marcellin et Saint-Étienne-de-Saint-Geoirs, dans la partie occidentale du département de l'Isère en région Auvergne-Rhône-Alpes.

### Accès
La route départementale  518 (RD518) qui relie Saint-Marcellin à Saint-Étienne de Saint-Geoirs passe à proximité du domaine du château. 
La gare ferroviaire la plus proche du site est la gare de Saint-Marcellin (Isère), situé sur la ligne de Valence à Moirans, desservie par les trains TER Auvergne-Rhône-Alpes.

## Historique
L'édifice est attesté dès l'année 1415 sous le vocable « maison forte de Quincivet ».
Le château est resté la propriété de la famille La Porte de L'Arthaudière jusqu'à la Révolution française. Ceux-ci l'avaient hérité des Bressieux, titulaires d'une des quatre baronnies du Dauphiné[réf. souhaitée].
Entre 1789 et 1794 une éphémère commune porta le nom de Quicinet avant d'être rattachée à Saint-Vérand.
Les façades et les toitures du château ainsi que l'escalier à vis  et la cheminée de la grande salle au premier étage sont inscrits au titre des monuments historiques par arrêté du 28 avril 1980.

## Description
Ce château se présente sous la forme d'un imposant édifice en maçonnerie de galets agrémenté d'une tour d'angle. Cette construction est couverte d'une toiture à faible pente en tuiles canal, caractéristique de cette partie du Dauphiné.
Celui-ci a conservé en grande partie son état d'origine, avec ses deux salles, haute et basse, chacune ayant sa cheminée monumentale et qui sont reliées par un escalier à vis. Les façades sont percées de fenêtres à meneaux finement moulurés reposant sur des appuis filants en molasse avec des culots sculptés.
L'édifice a bénéficié d'une importante restauration dans les années 1970.

## Visites
À l'occasion de l'édition 2018 des journées du patrimoine, des visites commentées ont été organisées dans le château.